# 24 Horas de Le Mans 1988
Las 24 Horas de Le Mans 1988 fue el 56.º Gran Premio de Resistencia, y tuvo lugar los días 11 y 12 de junio de 1988. También fue la quinta ronda de la temporada del Campeonato Mundial de Prototipos de Deportes.

## Carrera
Los Porsches pudieron subir al turbo en la clasificación, por lo que pudieron clasificarse en los primeros lugares. Al principio de la carrera, Jaguar demostró ser más rápido y superó a todos los Porsches (en la configuración de carrera normal turbo boost) en la segunda vuelta.
Después de cuatro años de intentos con evoluciones previas, Jaguar llevó al XJR-9 a la victoria contra las obras de Porsche 962C en 1988. Aparte de un Jaguar solitario en el cuarto lugar, los Porsches llenaron el resto de los diez primeros. El equipo Sauber-Mercedes se retiró antes del evento debido a las preocupaciones sobre las explosiones de sus neumáticos Michelin. La carrera cubrió una distancia de 5,332.97 km, la mayor distancia recorrida en cualquiera de las carreras de 24 horas de Le Mans, excepto en 1971 cuando el Martini Racing Team Porsche 917K cubrió 5,335.313 km en 397 vueltas. Sin embargo, esos récords se romperían más de 20 años después en las 24 Horas de Le Mans 2010, cuando el #9 Audi R15 TDI plus de Joest Racing (bajo el nombre de Audi Sport North America) empató el récord para el número de vueltas alrededor del circuito de Le Mans (a 397 vueltas) y, debido a sus cambiantes configuraciones de rumbo (como las chicanes rectas de Mulsanne), estableció un récord de distancia total de 5,410.7 km (3,362.1 mi), a través de la distancia entre Miami y Seattle, sobre los 13,629 km configuración del curso.
Esta fue la segunda carrera de las últimas 24 horas sin chicanes en el Mulsanne Straight, y el Equipo WM Peugeot había priorizado romper el récord de velocidad ese año. El Peugeot WM-P88 conducido por el francés Roger Dorchy logró alcanzar una velocidad máxima de 407 km/h (253 mph) (ya que Peugeot acaba de lanzar su nuevo modelo 405, se acordó anunciar el registro como "405".) al final de los seis kilómetros de longitud de Mulsanne Straight, que tuvo problemas con la fiabilidad de todo el evento. Después de la carrera récord, los problemas que habían plagado el auto durante todo el fin de semana (turbocompresor, refrigeración y electricidad) finalmente terminaron su carrera.
El equipo de Jaguar sufrió problemas con la caja de cambios, Lammers sostuvo el auto en la cuarta marcha para evitar que la caja de cambios se dañara a sí misma. The Bell, Stuck, Ludwig Porsche 962C estuvo muy cerca de ganar, con Ludwig cometiendo un raro error al quedarse sin combustible en la pista y perder un tiempo valioso para volver a los boxes. La victoria terminó el reinado de 7 años de Porsche en Le Mans.

## Resultados oficiales
Ganadores de la clase en negrita. Los autos que no completen el 70% de la distancia del ganador marcados como No Clasificados (NC).
| Pos    | Clase | N.º | Equipo                                | Pilotos                                                 | Chasis                             | Neumáticos | Vueltas |
| Pos    | Clase | N.º | Equipo                                | Pilotos                                                 | Motor                              | Neumáticos | Vueltas |
| ------ | ----- | --- | ------------------------------------- | ------------------------------------------------------- | ---------------------------------- | ---------- | ------- |
| 1      | C1    | 2   | Silk Cut Jaguar Tom Walkinshaw Racing | Jan Lammers Johnny Dumfries Andy Wallace                | Jaguar XJR-9LM                     | D          | 394     |
| 1      | C1    | 2   | Silk Cut Jaguar Tom Walkinshaw Racing | Jan Lammers Johnny Dumfries Andy Wallace                | Jaguar 7.0L V12                    | D          | 394     |
| 2      | C1    | 17  | Porsche AG                            | Hans-Joachim Stuck Klaus Ludwig Derek Bell              | Porsche 962C                       | D          | 394     |
| 2      | C1    | 17  | Porsche AG                            | Hans-Joachim Stuck Klaus Ludwig Derek Bell              | Porsche Type-935 3.0L Turbo Flat-6 | D          | 394     |
| 3      | C1    | 8   | Blaupunkt Joest Racing                | Frank Jelinski Louis Krages Stanley Dickens             | Porsche 962C                       | G          | 385     |
| 3      | C1    | 8   | Blaupunkt Joest Racing                | Frank Jelinski Louis Krages Stanley Dickens             | Porsche Type-935 2.8L Turbo Flat-6 | G          | 385     |
| 4      | C1    | 22  | Silk Cut Jaguar Tom Walkinshaw Racing | Derek Daly Kevin Cogan Larry Perkins                    | Jaguar XJR-9LM                     | D          | 383     |
| 4      | C1    | 22  | Silk Cut Jaguar Tom Walkinshaw Racing | Derek Daly Kevin Cogan Larry Perkins                    | Jaguar 7.0L V12                    | D          | 383     |
| 5      | C1    | 7   | Blaupunkt Joest Racing                | David Hobbs Didier Theys Franz Konrad                   | Porsche 962C                       | G          | 380     |
| 5      | C1    | 7   | Blaupunkt Joest Racing                | David Hobbs Didier Theys Franz Konrad                   | Porsche Type-935 2.8L Turbo Flat-6 | G          | 380     |
| 6      | C1    | 19  | Porsche AG                            | Mario Andretti Michael Andretti John Andretti           | Porsche 962C                       | D          | 375     |
| 6      | C1    | 19  | Porsche AG                            | Mario Andretti Michael Andretti John Andretti           | Porsche Type-935 3.0L Turbo Flat-6 | D          | 375     |
| 7      | C1    | 5   | Repsol Brun Motorsport                | Jesús Pareja Massimo Sigala Uwe Schäfer                 | Porsche 962C                       | M          | 372     |
| 7      | C1    | 5   | Repsol Brun Motorsport                | Jesús Pareja Massimo Sigala Uwe Schäfer                 | Porsche Type-935 3.0L Turbo Flat-6 | M          | 372     |
| 8      | C1    | 11  | Leyton House Kremer Racing            | Kris Nissen Harald Grohs George Fouché                  | Porsche 962C                       | Y          | 371     |
| 8      | C1    | 11  | Leyton House Kremer Racing            | Kris Nissen Harald Grohs George Fouché                  | Porsche Type-935 3.0L Turbo Flat-6 | Y          | 371     |
| 9      | C1    | 10  | Kenwood Kremer Racing                 | Kunimitsu Takahashi Hideki Okada Bruno Giacomelli       | Porsche 962CK6                     | Y          | 370     |
| 9      | C1    | 10  | Kenwood Kremer Racing                 | Kunimitsu Takahashi Hideki Okada Bruno Giacomelli       | Porsche Type-935 2.8L Turbo Flat-6 | Y          | 370     |
| 10     | C1    | 33  | Takefuji Schuppan Racing Team         | Brian Redman Eje Elgh Jean-Pierre Jarier                | Porsche 962C                       | D          | 359     |
| 10     | C1    | 33  | Takefuji Schuppan Racing Team         | Brian Redman Eje Elgh Jean-Pierre Jarier                | Porsche Type-935 3.0L Turbo Flat-6 | D          | 359     |
| 11     | C1    | 72  | Primagaz Competition                  | Jürgen Lässig Pierre Yver Dudley Wood                   | Porsche 962C                       | G          | 356     |
| 11     | C1    | 72  | Primagaz Competition                  | Jürgen Lässig Pierre Yver Dudley Wood                   | Porsche Type-935 2.8L Turbo Flat-6 | G          | 356     |
| 12     | C1    | 36  | Toyota Team Tom's                     | Geoff Lees Masanori Sekiya Kaoru Hoshino                | Toyota 88C                         | B          | 351     |
| 12     | C1    | 36  | Toyota Team Tom's                     | Geoff Lees Masanori Sekiya Kaoru Hoshino                | Toyota 3S-GT 2.1L Turbo I4         | B          | 351     |
| 13     | C2    | 111 | Spice Engineering                     | Ray Bellm Gordon Spice Pierre de Thoisy                 | Spice SE88C                        | G          | 351     |
| 13     | C2    | 111 | Spice Engineering                     | Ray Bellm Gordon Spice Pierre de Thoisy                 | Ford Cosworth DFL 3.3L V8          | G          | 351     |
| 14     | C1    | 32  | Nissan Motorsports                    | Allan Grice Mike Wilds Win Percy                        | Nissan (March) R88C                | B          | 344     |
| 14     | C1    | 32  | Nissan Motorsports                    | Allan Grice Mike Wilds Win Percy                        | Nissan VRH30 3.0L Turbo V8         | B          | 344     |
| 15     | GTP   | 203 | Mazdaspeed Co. Ltd.                   | Yojiro Terada David Kennedy Pierre Dieudonné            | Mazda 757                          | D          | 337     |
| 15     | GTP   | 203 | Mazdaspeed Co. Ltd.                   | Yojiro Terada David Kennedy Pierre Dieudonné            | Mazda 13G 2.0L 3-Rotor             | D          | 337     |
| 16     | C1    | 21  | Silk Cut Jaguar Tom Walkinshaw Racing | Danny Sullivan Davy Jones Price Cobb                    | Jaguar XJR-9LM                     | D          | 331     |
| 16     | C1    | 21  | Silk Cut Jaguar Tom Walkinshaw Racing | Danny Sullivan Davy Jones Price Cobb                    | Jaguar 7.0L V12                    | D          | 331     |
| 17     | GTP   | 201 | Mazdaspeed Co. Ltd.                   | Yoshimi Katayama David Leslie Marc Duez                 | Mazda 767                          | D          | 330     |
| 17     | GTP   | 201 | Mazdaspeed Co. Ltd.                   | Yoshimi Katayama David Leslie Marc Duez                 | Mazda 13J 2.6L 4-Rotor             | D          | 330     |
| 18     | C2    | 115 | ADA Engineering                       | Ian Harrower Jiro Yoneyama Hideo Fukuyama               | ADA 03                             | G          | 318     |
| 18     | C2    | 115 | ADA Engineering                       | Ian Harrower Jiro Yoneyama Hideo Fukuyama               | Ford Cosworth DFL 3.3L V8          | G          | 318     |
| 19     | GTP   | 202 | Mazdaspeed Co. Ltd.                   | Takashi Yorino Hervé Regout Will Hoy                    | Mazda 767                          | D          | 305     |
| 19     | GTP   | 202 | Mazdaspeed Co. Ltd.                   | Takashi Yorino Hervé Regout Will Hoy                    | Mazda 13J 2.6L 4-Rotor             | D          | 305     |
| 20     | C2    | 123 | Charles Ivey Racing Team Istel        | Tim Harvey Chris Hodgetts John Sheldon                  | Tiga GC287                         | D          | 301     |
| 20     | C2    | 123 | Charles Ivey Racing Team Istel        | Tim Harvey Chris Hodgetts John Sheldon                  | Porsche Type-935 2.8L Turbo Flat-6 | D          | 301     |
| 21     | C2    | 124 | MT Sport Racing                       | Jean Messaoudi Pierre-François Rousselot Jean-Luc Roy   | Argo JM19C                         | A          | 300     |
| 21     | C2    | 124 | MT Sport Racing                       | Jean Messaoudi Pierre-François Rousselot Jean-Luc Roy   | Ford Cosworth DFL 3.3L V8          | A          | 300     |
| 22     | C2    | 177 | Automobiles Louis Descartes (ALD)     | Jacques Heuclin Louis Descartes Dominique Lacaud        | ALD 04                             | A          | 294     |
| 22     | C2    | 177 | Automobiles Louis Descartes (ALD)     | Jacques Heuclin Louis Descartes Dominique Lacaud        | BMW M80 3.5L I6                    | A          | 294     |
| 23     | C2    | 198 | Roy Baker Racing                      | Mike Allison David Andrews Steve Hynes                  | Tiga GC286                         | D          | 294     |
| 23     | C2    | 198 | Roy Baker Racing                      | Mike Allison David Andrews Steve Hynes                  | Ford Cosworth DFL 3.3L V8          | D          | 294     |
| 24     | C1    | 37  | Toyota Team Tom's                     | Paolo Barilla Hitoshi Ogawa Tiff Needell                | Toyota 88C                         | B          | 283     |
| 24     | C1    | 37  | Toyota Team Tom's                     | Paolo Barilla Hitoshi Ogawa Tiff Needell                | Toyota 3S-GT 2.1L Turbo I4         | B          | 283     |
| 25     | C1    | 117 | Team Lucky Strike Schanche            | Martin Schanche Robin Smith Robin Donovan               | Argo JM19C                         | G          | 278     |
| 25     | C1    | 117 | Team Lucky Strike Schanche            | Martin Schanche Robin Smith Robin Donovan               | Ford Cosworth DFL 3.3L V8          | G          | 278     |
| 26 NC  | C2    | 113 | Primagaz Competition                  | Max Cohen-Olivar Patrick de Radiguès                    | Cougar C12                         | G          | 273     |
| 26 NC  | C2    | 113 | Primagaz Competition                  | Max Cohen-Olivar Patrick de Radiguès                    | Ford Cosworth DFL 3.3L V8          | G          | 273     |
| 27 NC  | C2    | 151 | Pierre-Alain Lombardi                 | Pierre-Alain Lombardi Bruno Sotty                       | Rondeau M379                       | A          | 271     |
| 27 NC  | C2    | 151 | Pierre-Alain Lombardi                 | Pierre-Alain Lombardi Bruno Sotty                       | Ford Cosworth DFL 3.0L V8          | A          | 271     |
| 28 DNF | C1    | 1   | Silk Cut Jaguar Tom Walkinshaw Racing | Martin Brundle John Nielsen                             | Jaguar XJR-9LM                     | D          | 306     |
| 28 DNF | C1    | 1   | Silk Cut Jaguar Tom Walkinshaw Racing | Martin Brundle John Nielsen                             | Jaguar 7.0L V12                    | D          | 306     |
| 29 DNF | C1    | 23  | Nissan Motorsports                    | Kazuyoshi Hoshino Takao Wada Aguri Suzuki               | Nissan (March) R88C                | B          | 286     |
| 29 DNF | C1    | 23  | Nissan Motorsports                    | Kazuyoshi Hoshino Takao Wada Aguri Suzuki               | Nissan VRH30 3.0L Turbo V8         | B          | 286     |
| 30 DNF | C2    | 103 | Spice Engineering                     | Almo Coppelli Thorkild Thyrring Eliseo Salazar          | Spice SE88C                        | G          | 281     |
| 30 DNF | C2    | 103 | Spice Engineering                     | Almo Coppelli Thorkild Thyrring Eliseo Salazar          | Ford Cosworth DFL 3.3L V8          | G          | 281     |
| 31 DNF | C2    | 131 | Graff Racing                          | Jean-Philippe Grand Jacques Terrien Maurice Guenoun     | Spice SE86C                        | A          | 263     |
| 31 DNF | C2    | 131 | Graff Racing                          | Jean-Philippe Grand Jacques Terrien Maurice Guenoun     | Ford Cosworth DFL 3.3L V8          | A          | 263     |
| 32 DNF | C1    | 24  | Dollop Racing                         | Nicola Marozzo Jean-Pierre Frey Ranieri Randaccio       | Lancia LC2                         | D          | 255     |
| 32 DNF | C1    | 24  | Dollop Racing                         | Nicola Marozzo Jean-Pierre Frey Ranieri Randaccio       | Ferrari 308C 3.0L Turbo V8         | D          | 255     |
| 33 DNF | C2    | 127 | Chamberlain Engineering               | Nick Adams Martin Birrane Richard Jones                 | Spice SE86C                        | A          | 223     |
| 33 DNF | C2    | 127 | Chamberlain Engineering               | Nick Adams Martin Birrane Richard Jones                 | Hart 418T 1.8L Turbo I4            | A          | 223     |
| 34 DNF | C1    | 18  | Porsche AG                            | Bob Wollek Sarel van der Merwe Vern Schuppan            | Porsche 962C                       | D          | 192     |
| 34 DNF | C1    | 18  | Porsche AG                            | Bob Wollek Sarel van der Merwe Vern Schuppan            | Porsche Type-935 3.0L Turbo Flat-6 | D          | 192     |
| 35 DNF | C1    | 42  | Noël del Bello Racing                 | Bernard Santal Noël del Bello Bernard de Dryver         | Sauber C8                          | G          | 157     |
| 35 DNF | C1    | 42  | Noël del Bello Racing                 | Bernard Santal Noël del Bello Bernard de Dryver         | Mercedes-Benz M117 5.0L Turbo V8   | G          | 157     |
| 36 DNF | C2    | 121 | Cosmik GP Motorsport                  | Costas Los Wayne Taylor Evan Clements                   | Spice SE87C                        | G          | 145     |
| 36 DNF | C2    | 121 | Cosmik GP Motorsport                  | Costas Los Wayne Taylor Evan Clements                   | Ford Cosworth DFL 3.3L V8          | G          | 145     |
| 37 DNF | C2    | 191 | PC Automotive                         | Olindo Iacobelli Alain Ianette John Graham              | Argo JM19C                         | G          | 130     |
| 37 DNF | C2    | 191 | PC Automotive                         | Olindo Iacobelli Alain Ianette John Graham              | Ford Cosworth DFL 3.3L V8          | G          | 130     |
| 38 DNF | C1    | 3   | Silk Cut Jaguar Tom Walkinshaw Racing | John Watson Raul Boesel Henri Pescarolo                 | Jaguar XJR-9LM                     | D          | 129     |
| 38 DNF | C1    | 3   | Silk Cut Jaguar Tom Walkinshaw Racing | John Watson Raul Boesel Henri Pescarolo                 | Jaguar 7.0L V12                    | D          | 129     |
| 39 DNF | C1    | 13  | Primagaz Competition                  | Pierre-Henri Raphanel Michel Ferté                      | Cougar C20B                        | M          | 120     |
| 39 DNF | C1    | 13  | Primagaz Competition                  | Pierre-Henri Raphanel Michel Ferté                      | Porsche Type-935 3.0L Turbo Flat-6 | M          | 120     |
| 40 DNF | C2    | 178 | Automobiles Louis Descartes (ALD)     | Sylvain Boulay Gérard Tremblay Michel Lateste           | ALD 04                             | A          | 103     |
| 40 DNF | C2    | 178 | Automobiles Louis Descartes (ALD)     | Sylvain Boulay Gérard Tremblay Michel Lateste           | BMW M80 3.5L I6                    | A          | 103     |
| 41 DNF | C1    | 4   | Camel Brun Motorsport                 | Manuel Reuter Walter Lechner Franz Hunkeler             | Porsche 962C                       | M          | 91      |
| 41 DNF | C1    | 4   | Camel Brun Motorsport                 | Manuel Reuter Walter Lechner Franz Hunkeler             | Porsche Type-935 3.0L Turbo Flat-6 | M          | 91      |
| 42 DNF | C1    | 85  | Italiya Sport Team Le Mans Co.        | Michel Trollé Toshio Suzuki Danny Ongais                | March 88S                          | Y          | 74      |
| 42 DNF | C1    | 85  | Italiya Sport Team Le Mans Co.        | Michel Trollé Toshio Suzuki Danny Ongais                | Nissan VG30ET 3.2L Turbo V6        | Y          | 74      |
| 43 DNF | C1    | 86  | Italiya Sport Team Le Mans Co.        | Lamberto Leoni Akio Morimoto Anders Olofsson            | March 88S                          | Y          | 69      |
| 43 DNF | C1    | 86  | Italiya Sport Team Le Mans Co.        | Lamberto Leoni Akio Morimoto Anders Olofsson            | Nissan VG30ET 3.2L Turbo V6        | Y          | 69      |
| 44 DNF | C1    | 30  | Courage Compétition                   | Paul Belmondo François Migault Ukyō Katayama            | Courage C22                        | M          | 66      |
| 44 DNF | C1    | 30  | Courage Compétition                   | Paul Belmondo François Migault Ukyō Katayama            | Porsche Type-935 2.8L Turbo Flat-6 | M          | 66      |
| 45 DNF | C1    | 51  | WM Secateva                           | Roger Dorchy Claude Haldi Jean-Daniel Raulet            | WM P87                             | M          | 59      |
| 45 DNF | C1    | 51  | WM Secateva                           | Roger Dorchy Claude Haldi Jean-Daniel Raulet            | Peugeot ZNS4 2.8L Turbo V6         | M          | 59      |
| 46 DNF | C2    | 132 | Roland Bassaler                       | Jean-François Yvon Roland Bassaler Remy Pochauvin       | Sauber SHS C6                      | A          | 53      |
| 46 DNF | C2    | 132 | Roland Bassaler                       | Jean-François Yvon Roland Bassaler Remy Pochauvin       | BMW M80 3.5L I6                    | A          | 53      |
| 47 DNF | C1    | 52  | WM Secateva                           | Pascal Pessiot Jean-Daniel Raulet                       | WM P88                             | M          | 22      |
| 47 DNF | C1    | 52  | WM Secateva                           | Pascal Pessiot Jean-Daniel Raulet                       | Peugeot ZNS4 3.0L Turbo V6         | M          | 22      |
| 48 DNF | C2    | 107 | Chamberlain Engineering               | Claude Ballot-Léna Jean-Louis Ricci Jean-Claude Andruet | Spice SE88C                        | A          | 17      |
| 48 DNF | C2    | 107 | Chamberlain Engineering               | Claude Ballot-Léna Jean-Louis Ricci Jean-Claude Andruet | Ford Cosworth DFL 3.3L V8          | A          | 17      |
| 49 DNF | C1    | 20  | Team Davey                            | Tim Lee-Davey Tom Dodd-Noble                            | Tiga GC88                          | D          | 5       |
| 49 DNF | C1    | 20  | Team Davey                            | Tim Lee-Davey Tom Dodd-Noble                            | Ford Cosworth DFL 3.3L Turbo V8    | D          | 5       |
| DNS    | C2    | 181 | Luigi Taverna Technoracing            | Luigi Taverna Fabio Magnani Roberto Ragazzi             | Olmas GLT-200                      | A          | -       |
| DNS    | C2    | 181 | Luigi Taverna Technoracing            | Luigi Taverna Fabio Magnani Roberto Ragazzi             | Ford Cosworth DFL 3.3L V8          | A          | -       |
| DNS    | C1    | 61  | Team Sauber Mercedes                  | Mauro Baldi James Weaver Jochen Mass                    | Sauber C9                          | M          | -       |
| DNS    | C1    | 61  | Team Sauber Mercedes                  | Mauro Baldi James Weaver Jochen Mass                    | Mercedes-Benz M117 5.0L Turbo V8   | M          | -       |
| DNS    | C1    | 62  | Team Sauber Mercedes                  | Klaus Niedzwiedz Kenny Acheson                          | Sauber C9                          | M          | -       |
| DNS    | C1    | 62  | Team Sauber Mercedes                  | Klaus Niedzwiedz Kenny Acheson                          | Mercedes-Benz M117 5.0L Turbo V8   | M          | -       |

## Estadísticas
- Pole Position - Hans-Joachim Stuck, #17 Porsche AG - 3: 15.64 (154.758 mph/249.058 km/h)
- Vuelta más rápida: Hans-Joachim Stuck, #17 Porsche AG - 3:22.50
- Distancia - 5332,97 km.
- Velocidad media - 221.765 km/h
- La velocidad de trampa más alta - # 51 WM Secaleva - 253 mph (407 km/h) (calificación) (registro de todos los tiempos)